# 日本歌鸲
日本歌鸲（学名：Larvivora akahige）为鶲科鴝鳥屬的鸟类。分布于日本以及中国大陆的冬时经河北、江苏、而在广东、广西、福建越冬、偶见于台湾、香港等地，在越冬时多见于混交林的潮湿下木间以及偶尔遇见于低地。

## 分類
日本歌鴝、琉球歌鴝和歐亞鴝曾被歸類於鴝屬（Erithacus）。2006年的分子系統發育學研究發現，這兩種東亞物種與當時屬於歌鴝屬（Luscinia）的藍歌鴝更為相似，而非歐亞鴝。 2010年進行的一項大規模研究進一步證實了這一結果，並發現歌鴝屬是多系群。因此，為了容納包括日本歌鴝、琉球歌鴝、藍歌鴝及其他曾歸類於歌鴝屬的物種，鴝鳥屬（Larvivora）這個屬被重新使用。

## 描述
日本歌鴝體型約14-15公分。 這種鳥類主要呈灰色和亮橙色。雄鳥從頭頂到臀部為橄欖棕色，臉部和頸部為橙色，胸部和下腹呈灰色。牠們的尾巴為紅棕色，雙腿為粉棕色，喙為黑色。雌鳥與雄鳥外觀相似，但橙色和棕色較暗淡，分布範圍也較小。幼鳥與成鳥相似，但胸部有深色斑點，頭頂至背部為淡紅褐色。

## 棲地
日本歌鴝棲息於自然環境中，如島嶼、湖泊、山區及溫帶森林。這些棲地中富含日本歌鴝食用的小型昆蟲和植物。具體來說，牠們生活在潮濕、茂密且陰暗的區域，如溪谷和溪流沿岸的灌木叢。許多日本歌鴝棲息於日本的闊葉林及落葉林，包括本州、四國、北海道、庫頁島及屋久島，冬季遷徙至東南亞。

## 伊豆群島
生活於日本東南部伊豆群島的日本歌鴝，由於地理隔離，通常被認為是可區別的亞種L. akahige tanensis，與本土的L. akahige akahige群體不同，區分依據包括羽毛顏色等表型特徵。 此外，與棲息於夏季落葉林和針闊混交林的本土日本歌鴝不同，伊豆群島的亞種會遷徙至低地溫暖的森林。由於兩個群體之間的距離很大，基因流很少發生，伊豆群島內的族群近親繁殖相對普遍。

## 亚种
- 日本歌鸲指名亚种（学名：Larvivora akahige akahige）。分布于台湾以及中国大陆的河北、江苏、广西、广东、福建等地。该物种的模式产地在日本本州。[8]
- 日本歌鸲種子島亚种（学名：Larvivora akahige tanensis）。日本特有亚种，分布于伊豆諸島、種子島、屋久島。

## 歷史
日本歌鴝是一種在日本群島上數量豐富的物種。1835年，康拉德·雅各·特明克在其著作中將日本歌鴝和琉球歌鴝歸類於Erithacus akahige。2006年分子系統發育學研究後，該物種被歸類於鴝鳥屬（Larvivora），意為「毛毛蟲食者」，這也構成了其現今學名的一部分。

## 食性
日本歌鴝的學名意為「毛毛蟲食者」，顯示牠們以甲蟲、昆蟲、麥皮蟲、小蟋蟀、果實及其他小型昆蟲為食。牠們被視為雜食性動物。

## 繁殖
日本歌鴝在5月和6月於日本中部地區進行繁殖。 雌鳥會用苔蘚、細枝、乾葉、蕨類和樹根築巢。當雌鳥準備好後，牠每天產下一枚蛋，共產3-5枚綠色蛋，並進行約兩週的孵化。雛鳥孵化後，會被撫育約31天，直到牠們羽翼豐滿離巢並獨立。日本歌鴝不會終生配對，只在春季繁殖季節尋找伴侶。

## 鳥鳴
日本歌鴝屬於小型鳴禽，牠們的鳴聲聲通常以單音開始，音量極大，隨著鳴聲過程逐漸減弱。牠們的叫聲類似於電話鈴聲：簡單而間隔良好的樂句，夾雜著短促的咯咯聲。雌鳥在築巢和孵化期間會鳴聲，雄鳥也會鳴唱，但一旦產卵，鳴聲的頻率會顯著降低。

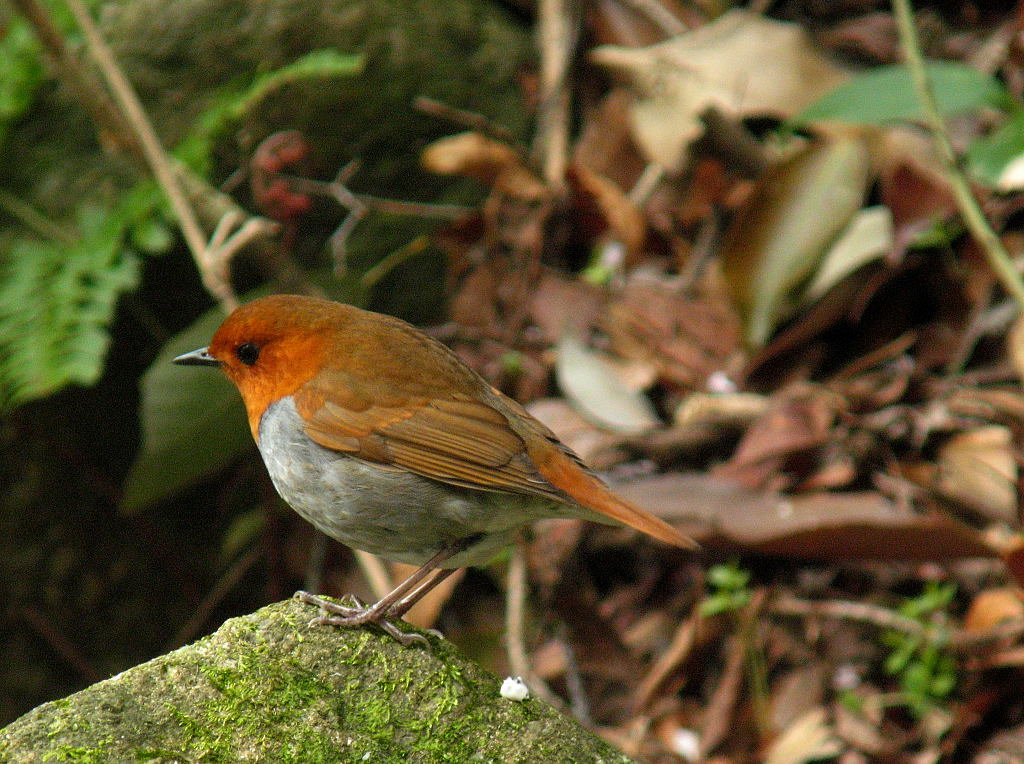